# 檀園高等学校
檀園高等学校（タヌォンこうとうがっこう）は、大韓民国の京畿道安山市檀園区にある公立高等学校である。2005年に開校した。

## 領土問題に関する声明
2012年8月に、竹島問題に関する「日本糾弾決議大会」を開催した。大会では大韓民国大統領や日本や国際連合に送る手紙や宣言文が朗読され、『江南スタイル』を替え歌にした『独島は我が領土』のダンス公演、シュプレヒコール、風船飛ばしなどが行われた。学校の公式サイトには「私たちの土地、独島」のコーナーが設けられている。

## セウォル号沈没事故の影響とその後
2014年4月16日、修学旅行で済州島を訪れる予定だった2年生の生徒325人と引率教員14人が、セウォル号沈没事故に遭遇し、生徒250人、教員11人が死亡もしくは行方不明となった。この事故により、同年の2年生は生存者75人と修学旅行を欠席した13人の合計88人になった。引率していた教頭は救助されたが、修学旅行の実施を強く主張した責任を取るとして、同月18日に自殺した。2016年1月にはセウォル号に乗船していて生き残った生徒75人と、修学旅行に参加していなかったために乗船していなかった12人の合計87人に卒業証書を授与した。これに対して、セウォル号沈没に伴って死亡したり行方不明になった生徒のために計画されていた名誉卒業式は行方不明者全員が見つかるまで一度延期することに決まったが、その後卒業式の3年後となる2019年に実施された。